# Metepeira labyrinthea
Metepeira labyrinthea là một loài nhện trong họ Araneidae.
Loài này thuộc chi Metepeira. Metepeira labyrinthea được Nicholas Marcellus Hentz miêu tả năm 1847.

## Hình ảnh

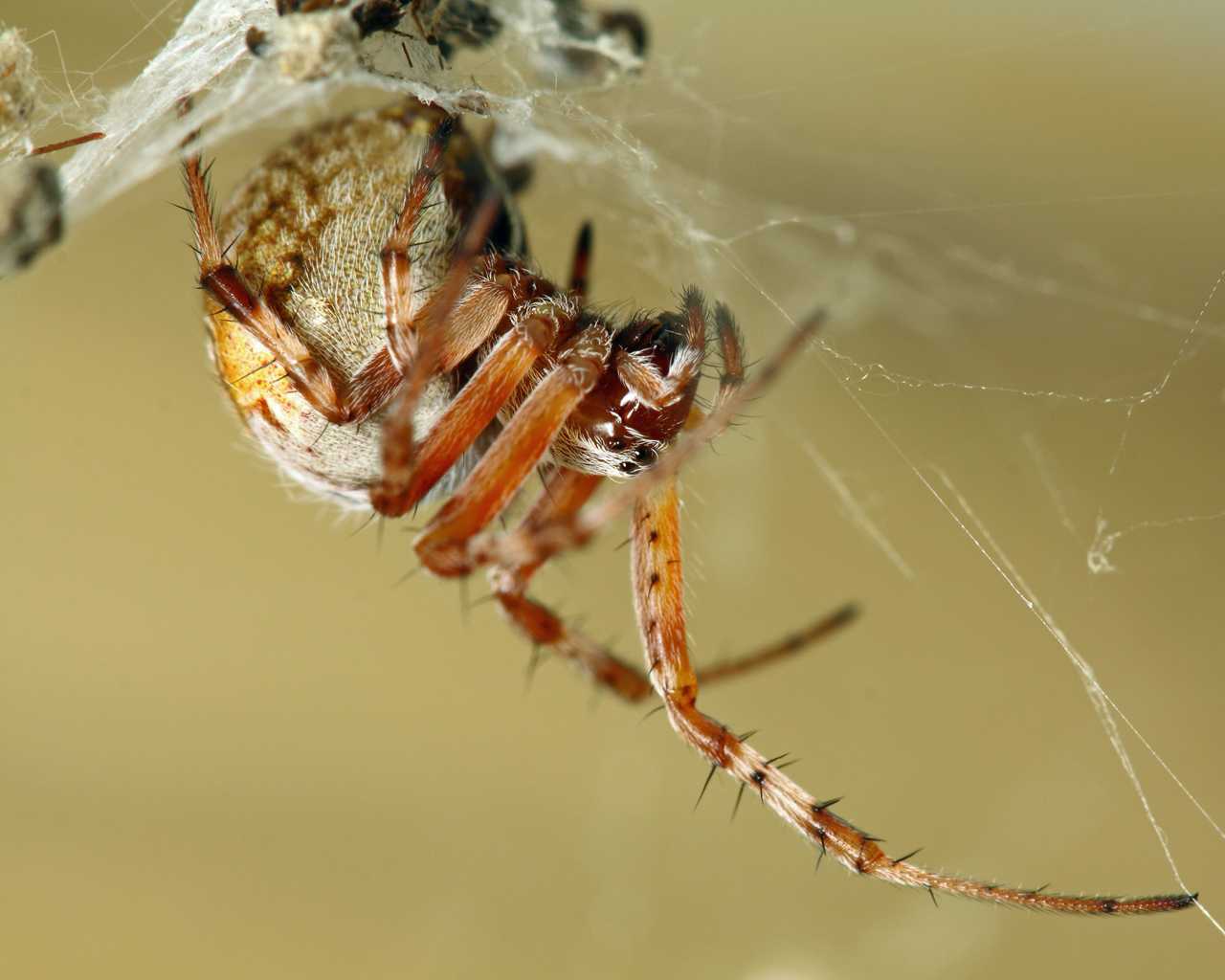
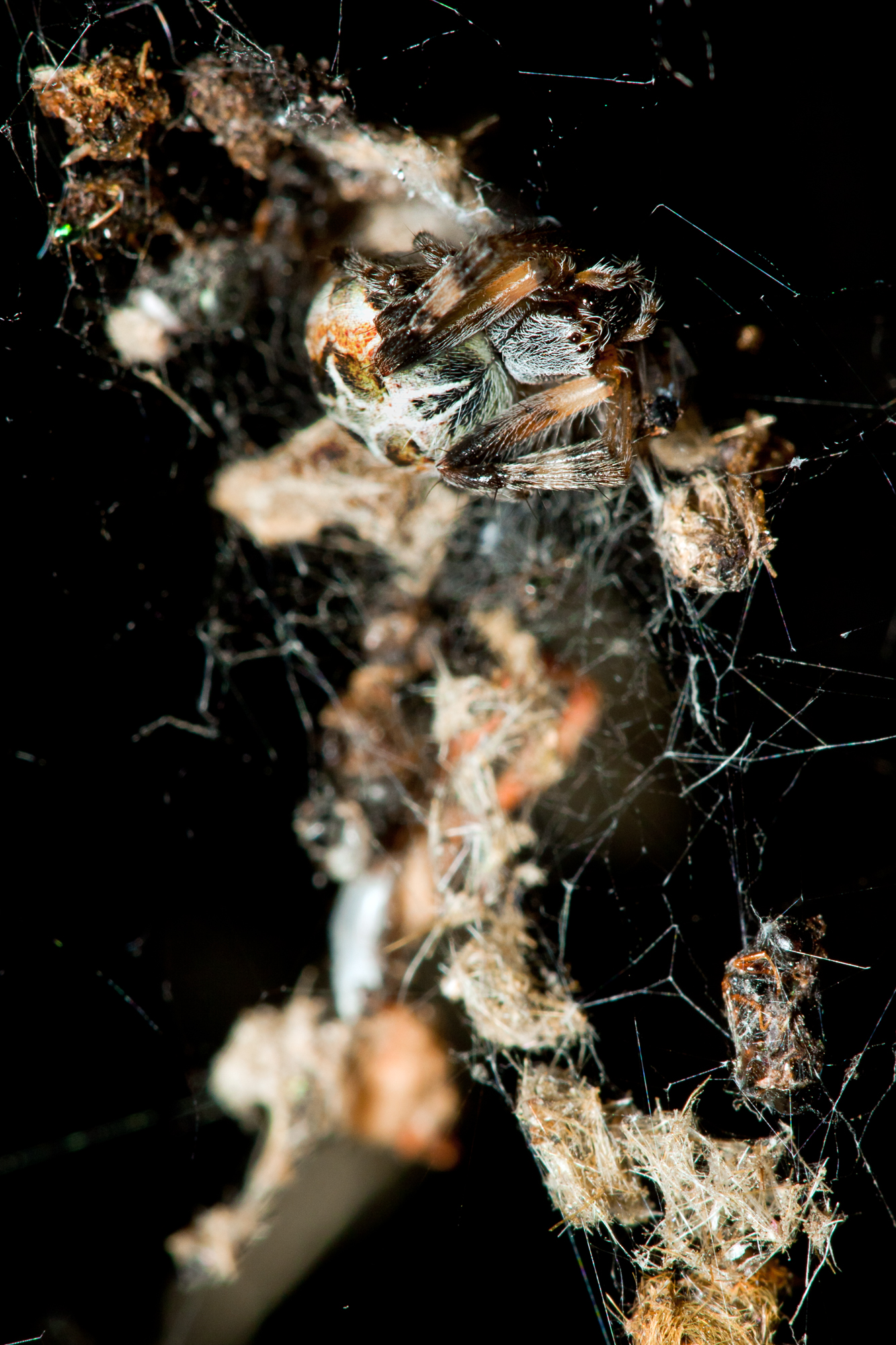
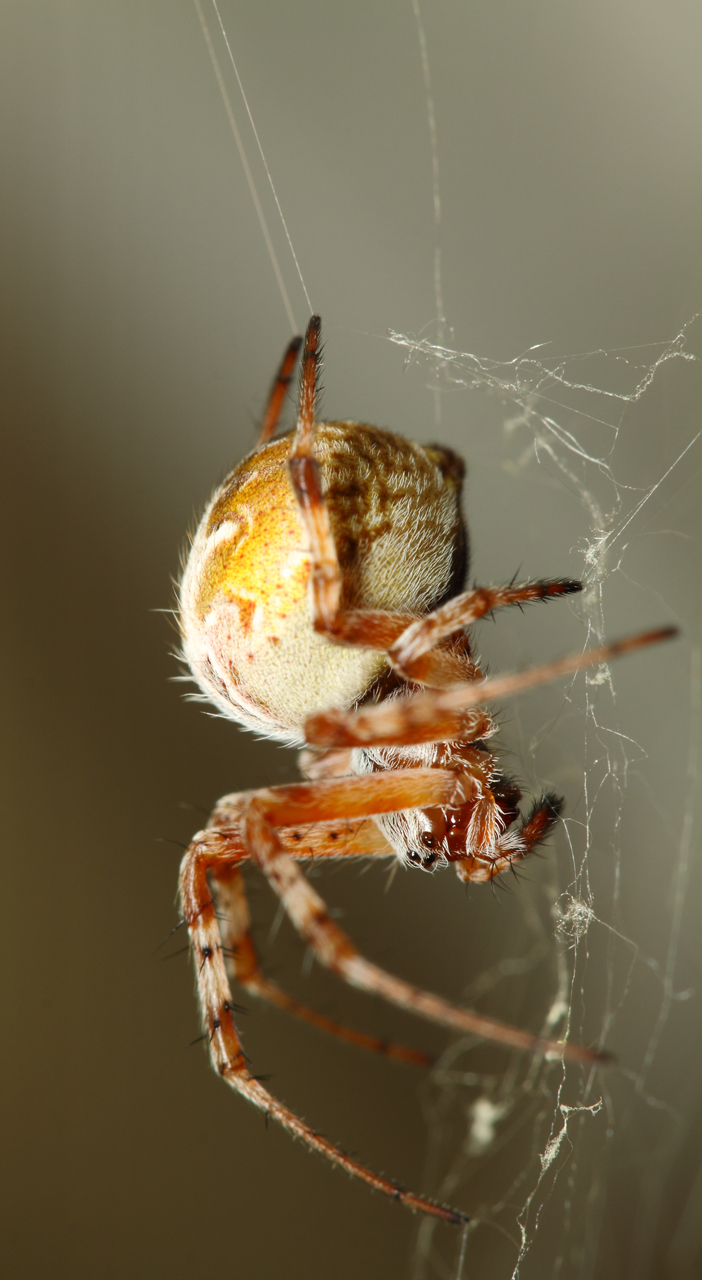
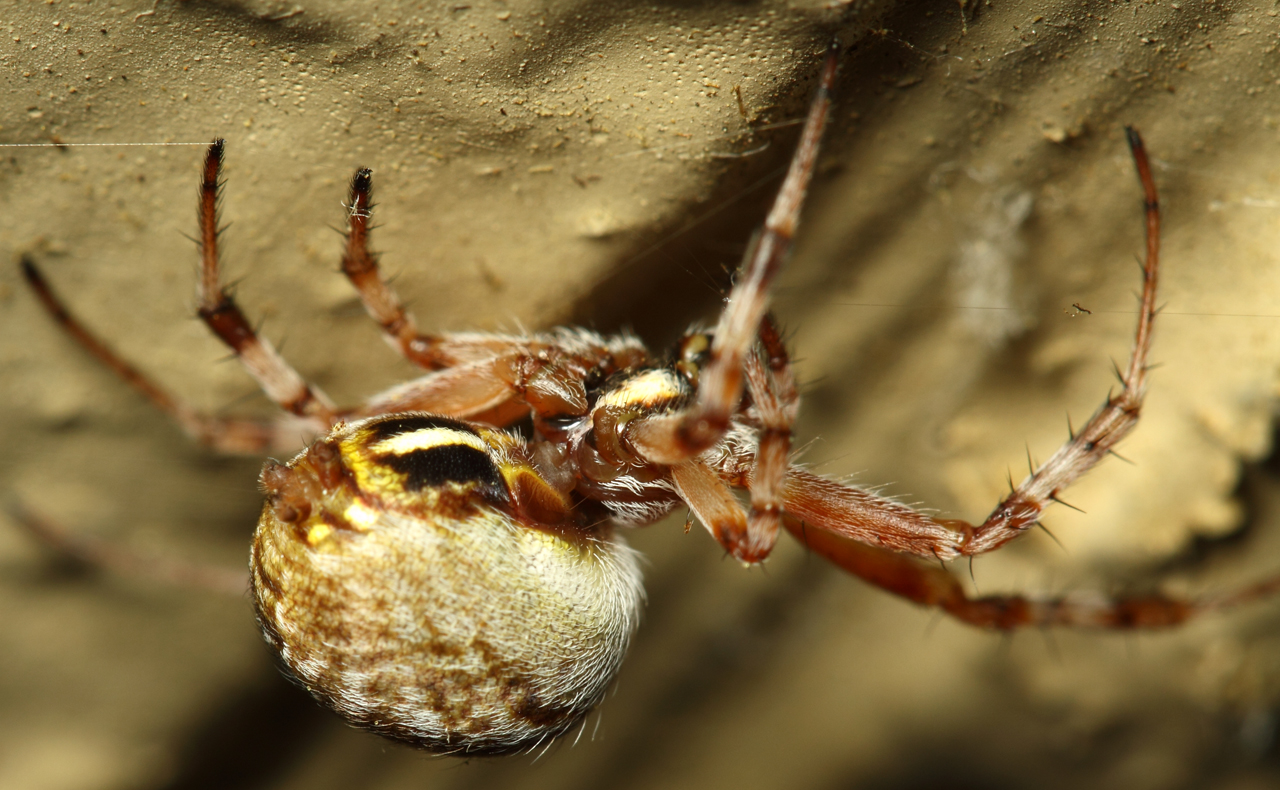